# Supernovă falsă

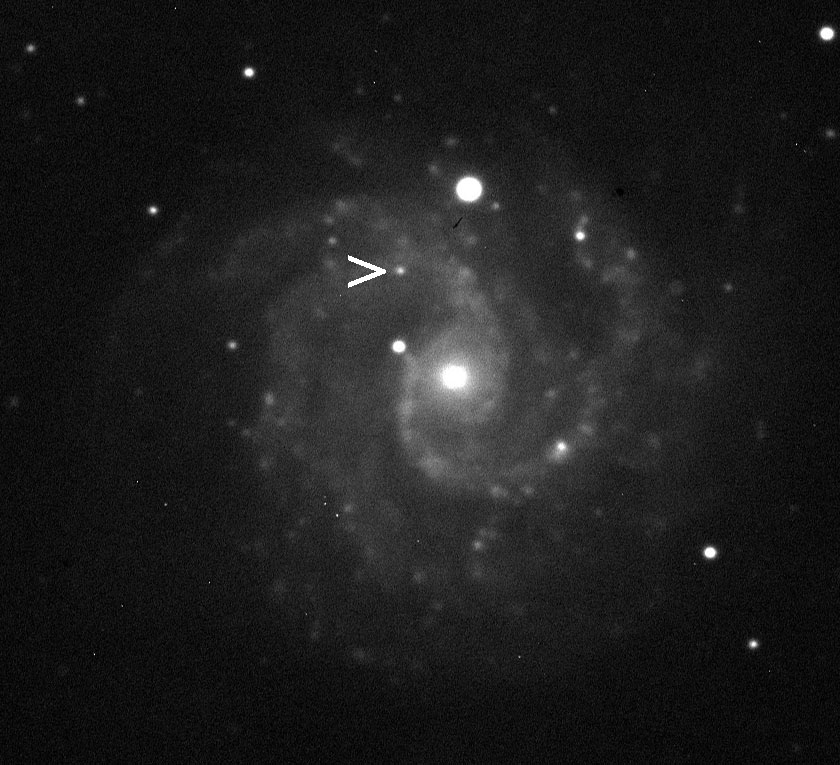
NGC 3184; se poate observa supernova falsă SN 2010dn.

Supernova falsă, adesea și supernovă impostor, este cauzată de exploziile stelare care par la prima vedere a fi un tip de supernovă dar nu distrug steaua care o alcătuia. Ca atare, acestea alcătuiesc o clasă de nove hiper-puternice. Sunt de asemenea cunoscute și ca supernove de tip V, asemănătoare stelei Eta Carinae. 